# Đinh Hoài Xuân
Đinh Hoài Xuân (sinh năm 1987) là một nghệ sĩ cello người Việt từng ra mắt album chuyển soạn và tham gia độc tấu các ca khúc nhạc Trịnh. Là người sáng lập và tổ chức chuỗi hòa nhạc quốc tế "Cello Fundamento" concert, cô là nữ tiến sĩ chuyên ngành cello đầu tiên tại Việt Nam.

## Đầu đời và giáo dục
Đinh Hoài Xuân sinh năm 1987 ở Quảng Bình và lớn lên tại Huế. Cô bắt đầu bén duyên với âm nhạc chuyên nghiệp từ năm 10 tuổi (thông qua đàn organ và piano). Nhưng phải đến năm 19 tuổi, cô mới tìm thấy được chính bản thân mình với cây đàn cello. Năm 2005, cô tốt nghiệp Học viện Âm nhạc Huế với tấm bằng thủ khoa. Năm 2012, Xuân tốt nghiệp Thạc sĩ biểu diễn cello tại Học viện Âm nhạc Quốc gia Việt Nam. Năm 2015, Xuân giành được học bổng Tiến sĩ của cả hai Chính phủ Việt Nam và Romania chuyên ngành biểu diễn cello tại Đại học âm nhạc quốc gia Bucharest. Năm 2019, cô hoàn thành tu nghiệp tại Romania và nhận được tấm bằng Tiến sĩ, trở thành nữ tiến sĩ cello đầu tiên tại Việt Nam.

## Sự nghiệp
—Đinh Hoài Xuân
Năm 2013, Đinh Hoài Xuân phát hành album đầu tay mang tên "Khúc phiêu du một đời". Đây là album gồm cả DVD và CD độc tấu tám ca khúc của Trịnh Công Sơn chuyển soạn cho cây đàn cello: "Tình sầu", "Em còn nhớ hay em đã quên", "Ru ta ngậm ngùi", "Ngẫu nhiên", "Một cõi đi về", "Sóng về đâu", "Tuổi đá buồn", "Cát bụi".  Đây cũng là lần đầu tiên các tác phẩm âm nhạc trữ tình này được chuyển soạn cho cây đàn cello. Sản phẩm nhận được nhiều lời tán dương từ một số nhạc sĩ. Đầu năm 2014, cô ra mắt video ca nhạc "Sóng về đâu". Bản thu này được trích ra từ đĩa CD "Khúc phiêu du một đời" ra mắt trước đó, với mục đích quảng bá cho đĩa CD gốc và được đón nhận rộng rãi bởi giới trẻ yêu âm nhạc Việt Nam. Đây cũng là video clip đầu tiên mà "nhạc Trịnh vang lên từ cây đàn cello".  Tháng 10 năm 2014, Đinh Hoài Xuân ra mắt video ca nhạc, độc tấu bài hát "Hướng về Hà Nội" của nhạc sĩ Hoàng Dương. Cô và Dàn nhạc giao hưởng Việt Nam cũng được mời trình diễn trong chương trình nghệ thuật kỷ niệm 60 năm Giải phóng Thủ đô diễn ra tại Quảng trường Lý Thái Tổ.
Bên cạnh các sản phẩm âm nhạc cá nhân, Đinh Hoài Xuân cũng thực hiện những buổi hòa tấu cùng nhiều nghệ sĩ khác nhau. Tháng 12 năm 2016, Xuân cùng ba nghệ sĩ khác đến từ Romania thực hiện chuyến lưu diễn vòng quanh Việt Nam với tựa đề "Violoncello Concert 1". Năm 2017, Đinh Hoài Xuân sáng lập chuỗi chương trình "Cello Fundamento Concert", mở màn với "Cello Fundamento Concert 2" tổ chức tại Nhà hát lớn Hà Nội. Một năm sau đó, "Cello Fundamento Concert 3" tiếp tục diễn ra với khách mời là nghệ sĩ Denis Severin. Năm 2019, sau chuyến tu nghiệp ở Romania, Đinh Hoài Xuân trở về trình diễn tại "Cello Fundamento Concert 4", có tựa đề "Home Sweet Home". Đây là chương trình có sự tham gia của 60 nghệ sĩ đến từ Việt Nam và nước ngoài. Tiết mục "Trống cơm" do cô biểu diễn nhận được nhiều sự ủng hộ của khán giả.
Năm 2021, Đinh Hoài Xuân tham gia chương trình Thương vụ bạc tỷ và gọi vốn cho chuỗi hòa nhạc quốc tế của mình.

## Đánh giá
Nhạc sĩ Phó Đức Phương nhận xét Đinh Hoài Xuân là "một nữ nghệ sĩ đã đi đến cùng, chấp nhận mọi thách thức, nuôi một hoài bão mạnh mẽ theo cách của riêng mình, quyết tâm đưa vẻ đẹp tuyệt vời của tiếng đàn cello chinh phục công chúng". Nhạc sĩ Dương Thụ dành lời khen cho con đường thành công của Xuân, tin tưởng rằng nữ nghệ sĩ sẽ "là cái tên được nhắc đến nhiều trong giới yêu nhạc cổ điển Việt Nam". MC Thảo Vân coi trọng "mong muốn lan tỏa tình yêu âm nhạc cổ điển đến công chúng" của Xuân. Ca sĩ Phạm Phương Thảo phải thốt lên rằng Đinh Hoài Xuân "được trời phú tâm hồn lãng mạn và làm nghệ thuật", thừa nhận "hiếm có nhạc công Việt Nam nào hội tụ từ năng lực chuyên môn đến vẻ đẹp của ánh mắt, hình thể khi chơi nhạc, đứng trên sân khấu lớn hay chỉ một góc phòng vẫn phiêu linh, uyển chuyển và đầy đam mê" như cô. Ca sĩ Tân Nhàn đánh giá cao "tài năng" và "sự hy sinh" của Xuân trên con đường theo đuổi nghệ thuật. Họa sĩ Lê Vi so sánh hình ảnh cây đàn cello với Đinh Hoài Xuân giống như mối lương duyên giữa "người đàn ông với thanh âm trầm tinh tế" với "người phụ nữ đằm thắm, giàu trải nghiệm", nhấn mạnh rằng tiếng đàn của cô nằm ở một "đẳng cấp đã được khẳng định".